# Гаспар Монж
Гаспар Монж (Gaspard Monge) е френски геометър и обществен деятел, с основни научни приноси в дескриптивната и диференциалната геометрия.

## Биография
Роден в семейство на търговец, Гаспар от рано проявява вкус към математиката. Още на 16 години е учител в Лион. Следва обучение във военното училище в Мезиер, което в началото преминава трудно за младежа, който не бил от род на военни. Блестящото решение на една геометрична задача кара преподавателите му да обърнат внимание на неговото математическо дарование и през 1768 г. става професор по математика, а от 1771 г. – и по физика във военната школа.
През 1780 г. преподава хидравлика в Лувърската школа, и през същата година е приет за член на Парижката академия на науките. През тази година заниманията на Монж включват математически анализ, химия, метеорология, механика. Малко по-късно се сближава с Наполеон Бонапарт и работи предимно в Париж. В периода на Великата френска революция Монж е виден общественик. През 1792 – 93 г. е министър на флотата. През 1794 г. става един от учредителите на известната Екол Политекник в Париж. Взима участие в похода на Наполеон до Египет и в основаването на Университета в Кайро през 1798 г., чийто ректор става след това.
След Реставрацията от 1815 г. Гаспар Монж губи всичките заемани постове и титли, а три години по-късно умира на 72.

## Приноси
Приносите на Монж са основно в дескриптивната и диференциалната геометрия, в по-малка степен – в аналитичната.
През 70-те години на 18 век, докато е професор във военното училище в Мезиер и чете лекции по фортификация, Монж развива дескриптивната геометрия. През 1799 г. излиза и най-големия му труд в областта „Дескриптивна геометрия“. Неговият метод за проектиране върху две равнини е считан задълго за държавна тайна.
Основополагащи са и трудовете му, написани след 1771 г., по диференциална геометрия и теория на пространствените криви. На тази тема е и обемната му монография „Приложение на анализа в геометрията“, издадена през 1795, 1804, или 1805  г. В нея Монж разглежда различни пространствени криви, както и цилиндрични и конични повърхнини. Дава геометрично тълкувание на уравненията с частни производни. В този учебник предлага и своята версия на теорията на струната.